# Айбулат, Константин Михайлович
Константин Михайлович Айбулат(-Розен) (1817, Дади-юрт — 20 апреля [2 мая] 1865, Санкт-Петербург) — русский поэт чеченского происхождения. Его родители были убиты при штурме села Дади-юрт, а сам он взят на воспитание бароном Михаилом Карловичем Розеном. В 1839 году поступил на государственную службу, где дослужился до чина коллежского асессора. В свободное время занимался литературной деятельностью. Его произведения печатались во многих российских литературных журналах того времени. Был лично знаком с крупнейшими деятелями русской литературы.

## Биография

### Ранние годы

Герб Розенов

Родился в селе Дади-юрт в Чечне. В 1819 году село было разрушено при штурме царскими войсками, а его родители были убиты.
Раненного Озебая Айбулата, которому в тот моменту было два года, взял на воспитание один из участников штурма барон Михаил Карлович Розен. Мария Николаевна Куликовская, первая жена Розена, была очень привязана к Айбулату. У супругов не было своих детей. Вероятно, они хотели усыновить Айбулата.
В 1822 году скончалась жена барона Розена. В том же году он был отправлен на службу в Польшу. Хотя сам барон был лютеранином, в 1826 году Айбулат был крещён по православному обряду. Ему было дано имя Константин — в честь его крёстного отца, великого князя Константина Павловича.
В 1835 году барон женился на дочери камергера А. А. Щербатова, фрейлине императрицы княжне Наталье Александровне Щербатовой. От этого брака родились сыновья Александр (1840) и Михаил (1841), и дочь Александра (1843). Оба сына барона умерли малолетними.

### Государственная карьера

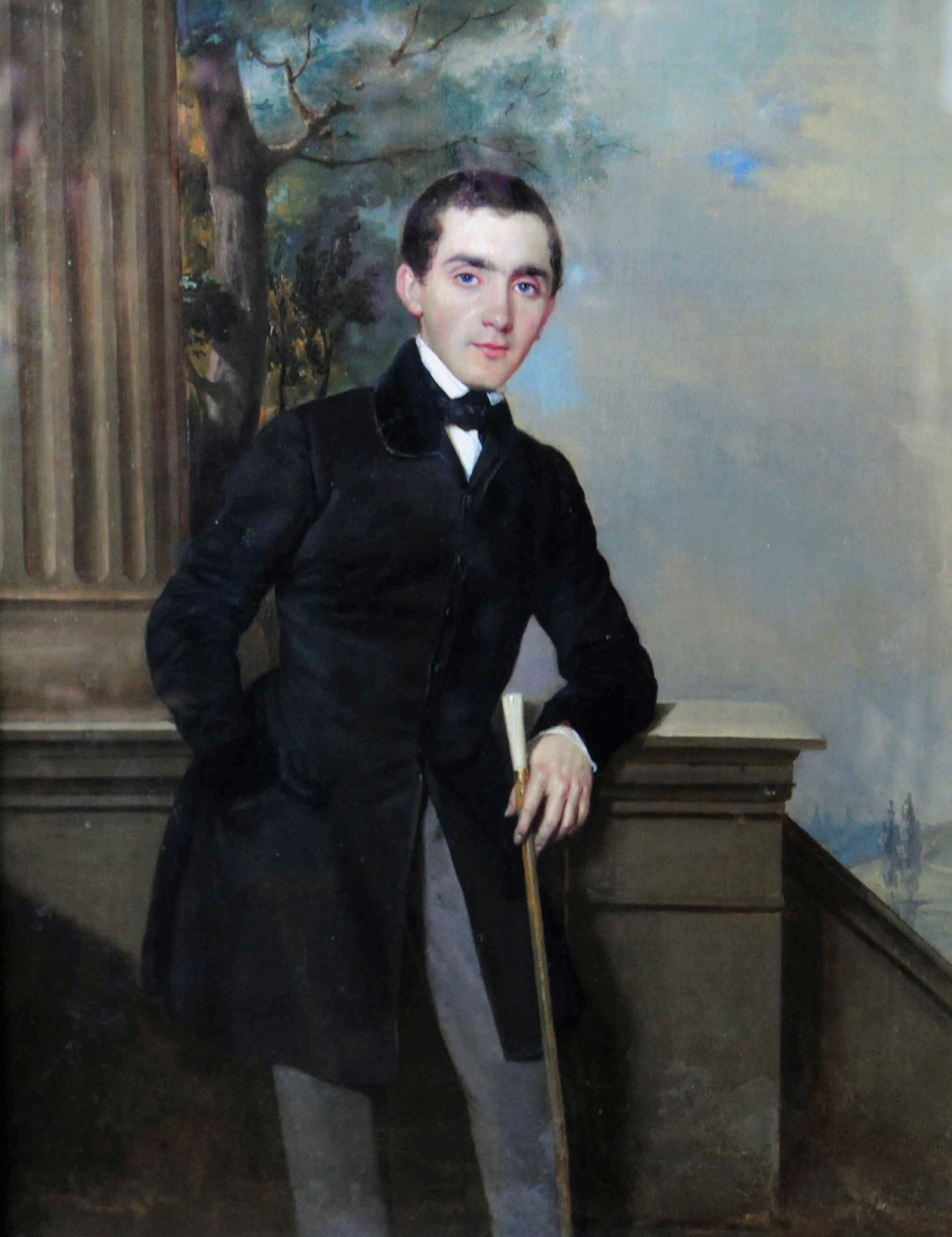
Пётр Захаров. Автопортрет.

Барон Розен с семьёй часто бывал в гостях у графа Павла Константиновича Александрова, внебрачного сына великого князя Константина Павловича. Граф часто давал балы, на которых не раз присутствовал Александр Сергеевич Пушкин. Павел Константинович принял активное участие в судьбе Константина Розена. В архиве III отделения Собственной канцелярии императора сохранилось письмо на имя Николая I за подписью графа Александрова:
В 1819 году во время командования отдельным кавказским корпусом, генералом от артиллерии Алексеем Петровичем Ермоловым, при взятии штурмом селения Дади-юрта, из числа военнопленных был взят с дозволения главнокомандующего Нижегородского Драгунского полка, прапорщиком бароном Розеном двухлетний раненый младенец Озибай Айбулат. В 1827 году, по просьбе его, барона Розена, обращён он в православную греко-российскую веру, и назван Константином. Восприемник от купели был в бозе почивший его императорское высочество Цесаревич и великий князь Константин Павлович. Ныне он Константин Айбулат всенижайше просит о милости быть принятым на службу его императорского величества.
В архивах сохранился и ответ на прошение Александрова:
… Доставленную мне вами записку о желающем поступить в военную службу Константина Айбулата, я имел счастье докладывать Государю Императору, и Его Величество Высочайше изволил отозваться, что молодой человек сей в артиллерии или в инженерные не иначе сможет поступить как по экзамену, в полевые его полка на правах вольноопределяющегося и что его величество будет иметь о нём попечение. Сообщаю вам о сем Высочайшем отзыве, имею честь быть совершенным к вам расположении. Ваш А. X. подполковник граф Бенкендорф.
Барон хотел сделать Айбулата военным. Однако из-за полученного в детстве ранения тот не смог сдать полевые экзамены. 14 февраля 1839 года Айбулат был определён в канцелярские служители 14-го класса Комиссариатского департамента Военного ведомства. В 1844 году по ходатайству фрейлины императрицы Анны Александровны Александровой был переведён на работу в Канцелярию по принятию прошений на Высочайшее имя. С 1855 года работал в хозяйственном управлении при Синоде, где дослужился до чина коллежского асессора.
Примерно в это же время в Департаменте военных поселений работал другой уроженец Дади-Юрта — художник Пётр Захаров. Он занимался составлением рисунков обмундирования и вооружения российских войск. Известно, что Захаров написал несколько портретов Айбулата.
Начальством часто отмечалось трудолюбие и усердие Айбулата. Он был неоднократно премирован, но крупным чиновником не стал.

### Смерть
Айбулат не имел семьи и детей. Он долго болел чахоткой. В последние несколько месяцев своей жизни его состояние было настолько тяжёлым, что он практически не выходил из дома, о чем свидетельствует доверенность на получение жалования за три месяца, собственноручно написанная Айбулатом в марте 1865 года на имя своего начальника, Николая Осиповича Фреймана. Умер Айбулат 20 апреля 1865 года. О его смерти узнали когда к нему домой послали с жалованием. Был похоронен на Митрофаньевском кладбище Санкт-Петербурга. Его могила не сохранилась.

## Литературная деятельность
Произведения Константина Айбулата публиковались в журналах «Современник», «Отечественные записки», «Сын отечества», альманахе «Утренняя заря». Историк русской литературы Вадим Эразмович Вацуро писал:
Мотивы стихов Айбулата типичны для формирующегося романтичной лирики 1830-х годов — апология поэта-избранника, противопоставленного «свету» и «низкой» повседневности (наиболее удачное стихотворение «Правда и демоны» (Современник. 1841. Т. 22), где в иносказательном изображении гения-поэта угадывается Пушкин и звучит резкая инвектива против его врагов:
Всему свой путь, своя чреда:

Ему — на лоне славы вечной,

А вам — в хаосе тьмы кромешной

В грязи змеиного гнезда.

Идеальная любовь, стремление к «воле» (в абстрактно-аллегорическом понимании), элегическое разочарование и т. д. эти темы и настроение эклектически сочетаются с поэтическим эпикуреизмом 1810—1820 годов и, с другой стороны, с экспрессивными и часто «южными» и ориентальными мотивами, в известной мере обусловленными воздействием лирики. В стихотворении «Последний его современник» отдал дань наполеоновской теме. Стихи начала 40-х годов отмечены поэтической зрелостью, стилистически близки лермонтовской манере: «Жизнь и опыт» (Современник. 1841) — с лирической автоиронией и стремлением к переоценке раннего творчества, «Душа на чужбине» (Современник. 1842) — попытка лироэпической психологии повествования.
Был знаком с поэтом Иваном Ивановичем Козловым. В гостях у Козлова часто бывали Василий Жуковский, Антон Дельвиг, Николай Гнедич, Лев Пушкин, Михаил Глинка, Андрей Крылов, Иван Вяземский, Евгений Баратынский. В том же доме жил писатель, издатель, журналист и переводчик Николай Греч.

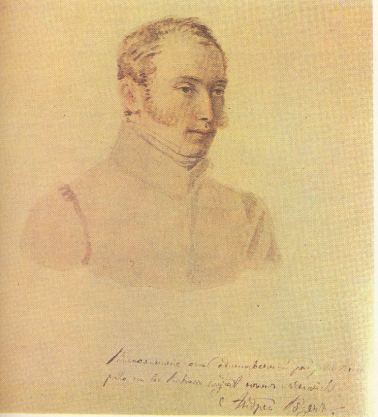
Андрей Евгеньевич Розен

Тесно общался с троюродным братом своего приёмного отца, поэтом-декабристом Андреем Евгеньевичем Розеном. Айбулат иногда приезжал в имение барона Розена в селе Никольское Валковского уезда Харьковской губернии. Здесь он познакомился с украинским писателем, историком и этнографом Николаем Маркевичем.
Было популярным его стихотворение «Смерть» (1838). В 1859 году композитор Константин Вильбоа написал на эти стихи песню «Она придёт неслышно».
Константин Розен и Михаил Лермонтов не только печатались в одних изданиях, но и были хорошо знакомы друг с другом. После гибели Лермонтова Айбулатом было написано стихотворение «Памяти М. Ю. Л.», которое не было опубликовано издателем «Отечественных записок» Андреем Краевским потому что было, по мнению последнего, слишком резким.
В 1847 году в журнале «Сын отечества» была опубликована большая поэма Розена «Гелимер. Последний царь вандалов». Иван Сергеевич Тургенев в своём романе «Рудин» приводит четверостишие Айбулата из стихотворения «Два вопроса»:
И до конца печальных дней
Ни гордый опыт, ни рассудок
Не изомнут рукой своей
Кровавых жизни незабудок.